# Jardim das Rosas (Tremembé)
Jardim das Rosas é um bairro localizado na zona nordeste da cidade de São Paulo, situado no distrito de Tremembé. É administrado pela Subprefeitura do Tremembé.